# 75D/Kohoutek
75D/Kohoutek – kometa krótkookresowa, należąca do rodziny Jowisza, którą obserwowano po raz ostatni w 1988 roku. Ponieważ nie obserwowano komety podczas kolejnych powrotów, jest ona obecnie uważana za zagubioną, o czym świadczy również jej oznaczenie literą „D”.

## Odkrycie
Kometa została odkryta 17 lutego 1975 roku przez Luboša Kohoutka (Obserwatorium Hamburg-Bergedorf, Niemcy). W nazwie znajduje się zatem nazwisko odkrywcy.

## Orbita komety i właściwości fizyczne
Orbita komety 75D/Kohoutek ma kształt elipsy o mimośrodzie 0,49. Jej peryhelium znajduje się w odległości 1,78 j.a., aphelium zaś 5,3 j.a. od Słońca. Jej okres obiegu wokół Słońca wynosi 6,67 roku, nachylenie do ekliptyki to wartość 5,9˚. Kometa ta była ostatni raz obserwowana w 1988 roku (swoje peryhelium minęła 30 października 1987 roku), nie obserwowano natomiast jej powrotu w latach 1994, 2001, 2007 i 2014.
Jądro tej komety ma rozmiary 4,6 km.